# Hrabstwo Polk (Nebraska)
Hrabstwo Polk (ang. Polk County) – hrabstwo w stanie Nebraska w Stanach Zjednoczonych. Obszar całkowity hrabstwa obejmuje powierzchnię 440,64 mil2 (1 141,26 km²). Według danych z 2010 r. hrabstwo miało 5 406 mieszkańców. Hrabstwo powstało w 1856 roku i nosi imię Jamesa Polka - jedenastego prezydenta Stanów Zjednoczonych.

## Sąsiednie hrabstwa
- Hrabstwo Platte (północ)
- Hrabstwo Butler (wschód)
- Hrabstwo Seward (południowy wschód)
- Hrabstwo York (wschód)
- Hrabstwo Hamilton (południowy zachód)
- Hrabstwo Merrick (zachód)

## Miasta
- Osceola
- Stromsburg

## Wioski
- Polk
- Shelby